# تخم خشخاش

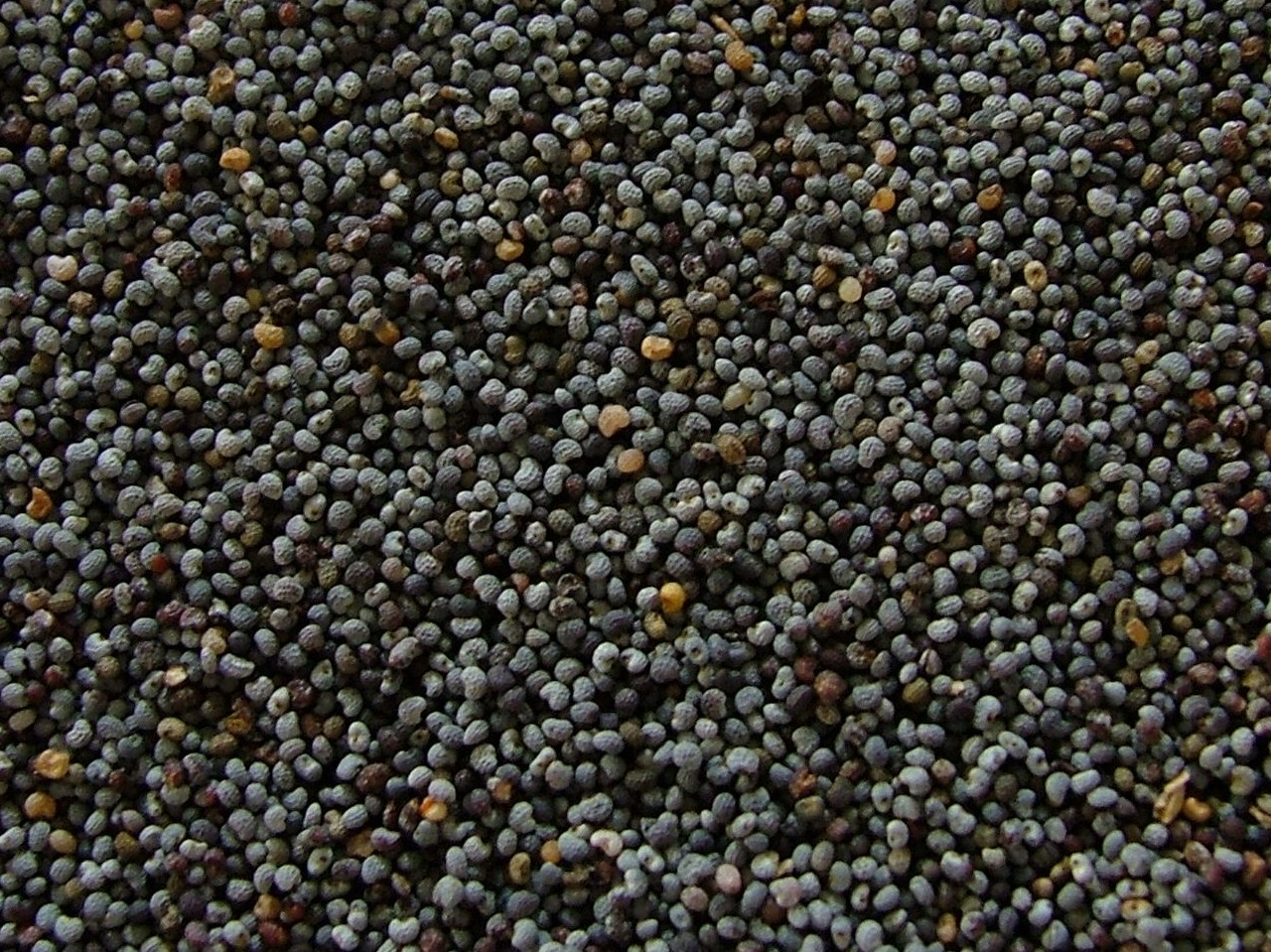
تخم خشخاش سیاه

تخم خشخاش (انگلیسی: Poppy seed) دانه‌های روغنی به دست آمده از گیاه خشخاش است.